# Eiken (azienda)
Eiken (株式会社エイケン,?, Kabushiki gaisha Eiken) è uno studio di animazione giapponese, fondato nel 1952 con l'originaria denominazione di Television Corporation of Japan o TCJ, poi mutata nell'attuale nel 1969.
Ha sede a Tokyo, ed occupa circa 50 dipendenti.

## Storia
La TCJ nasce come divisione animazione della Yanase, una società di importazione di automobili e poi di televisori, fondata nel 1944. Nel 1953, con l'inizio delle trasmissioni televisive, avvia la produzione di animazione per spot pubblicitari e solo nel settembre del 1963 produce la sua prima serie animata per la TV (la seconda in assoluto in Giappone), Sennin Buraku ('Il villaggio degli eremiti'), tratta dall'omonimo manga di Isao Kojima e insolito esperimento di serie per adulti. Il mese successivo dello stesso anno è, invece, la volta di Tetsujin 28go (Super Robot 28), serie robotica basata sul popolare manga di Mitsuteru Yokoyama del 1958, già adattato per la TV in una serie di telefilm; la serie conterà alla fine 83 episodi, più 13 di un'ulteriore miniserie, e sarà trasmessa con grande successo fino al 1965. Stessa popolarità godrà anche la successiva serie Eight Man, iniziata nel novembre del 1963, il cui successo si traduce in oltre 700 prodotti che riproducono l'effigie del protagonista, il poliziotto androide Hachiro Azuma. Nel 1965 la TCJ produce, quindi, la sua prima serie a colori, Mirai Kara Kita Shōnen - Super Jetter, che si contende con Jungle Taitei (Kimba il leone bianco) della Mushi Production il titolo di primo anime televisivo a colori. Nello stesso anno esce anche la serie Yusei Shōnen Papii, in cui viene introdotto per la prima volta il "rito" della trasformazione del protagonista da persona comune a paladino della giustizia. Nel 1969 la TCJ diviene indipendente dalla Yanase ed assume l'attuale denominazione di Eiken, producendo nel tempo serie conosciute anche in Italia, come UFO Diapolon - Guerriero spaziale del 1976.

## Produzioni

### ComeTelevision Corporation of Japan
- Sennin Buraku
- Super Robot 28
- 8 Man
- Mirai Kara Kita Shōnen - Super Jetter
- Yusei Shōnen Papii
- Uchū Shōnen Soran
- Prince Planet
- Yūsei Kamen
- Bōken Kabotenjima
- Skyers 5
- Sasuke, il piccolo ninja
- Ninpū Kamui Gaiden
- Sazae-san
- Dōbutsu-mura Monogatari
- Bakuhatsu Gorō
- Norakuro
- Shin Skyers 5
- Onbu Obake

### ComeEiken
- Gli gnomi delle montagne
- Le avventure di Jim Bottone
- Hokahoka Kazoku
- UFO Diapolon - Guerriero spaziale
- Zum il delfino bianco
- Captain
- Donbē Monogatari
- Il grande sogno di Maya
- Ai confini dell'universo
- Dotanba no Manā
- Musashi no Ken
- Kotowaza House
- Hai Akko Desu
- Shīton Dōbutsuki
- Siamo fatti così
- Kobo-chan
- Cooking Papa
- Oyako Club
- Ijiwaru Bā-san
- Kiko-chan Smile
- Otoko wa Tsurai yo: Torajirō Wasure na Kusa
- 5 gemelli diversi
- Play Ball
  - Play Ball 2nd
- 8-Man: Infinity